# Курата
Курата — река в России, протекает по Онгудайскому и Шебалинскому районам Республики Алтай. Исток реки — цепочка пяти Куратинских озёр на плато на Семинском хребте под вершиной Сарлык с высотой от 2440 до 2100 м над уровнем моря. Устье реки находится в 45 км от устья реки Урсул по левому берегу. Высота устья — 864 м над уровнем моря. Длина реки составляет 55 км, площадь водосборного бассейна — 568 км².

## Притоки
- Нижняя Талда (лв)
- 7 км: Башлан (лв)
- ручей Талда (лв)
- Ак-Пайта (лв)
- Бирчукта (лв)
- 28 км: Куратенок (пр)
- Аяткан (пр)
- Каразурек (пр)

## Данные водного реестра
По данным государственного водного реестра России относится к Верхнеобскому бассейновому округу, водохозяйственный участок реки — Катунь, речной подбассейн реки — Бия и Катунь. Речной бассейн реки — (Верхняя) Обь до впадения Иртыша.